# Limosina quadrisetosa
Limosina quadrisetosa är en tvåvingeart som först beskrevs av Malloch 1914.  Limosina quadrisetosa ingår i släktet Limosina och familjen hoppflugor.
Artens utbredningsområde är Costa Rica. Inga underarter finns listade i Catalogue of Life.